# Rui Mateus
Rui Fernando Pereira Mateus (Covilhã, 16 de Abril de 1944) é um antigo político português, que leciona atualmente nos Estados Unidos. Em 1996, na sequência do caso do Fax de Macau e do processo judicial relativo, publicou o livro Contos Proibidos - Memórias de um PS desconhecido (ISBN 972-20-1316-5), Publicações Dom Quixote, Lisboa.

## Biografia
De uma família ligada à indústria de lanifícios, Rui Mateus estudou na Covilhã, frequentando o Colégio Moderno da Covilhã, até 1961, quando obteve uma bolsa de estudos para os Estados Unidos através da American Field Services, para Cedars Rapids no Iowa, onde permaneceu até 1963. Durante a sua estadia conheceu o presidente John F. Kennedy numa recepção a e estudantes estrangeiros, nos jardins da Casa Branca.
Regressa a Portugal por volta dos 18 anos, mas decide partir pouco depois, refratário à Guerra Colonial. Parte assim para um exílio de cerca de uma década: primeiro para Inglaterra, depois para a Suécia, onde viria a completar uma licenciatura em Ciências Sociais e Políticas, pela Universidade de Lund. Em ambos os países criou e organizou grupos da Ação Socialista.
Em 1973, na Alemanha, foi um dos fundadores do PS, criando uma ligação ao PS que iria durar vários anos, e que o levaria a exercer vários cargos, sobretudo na área das relações internacionais: em 1975, foi convidado para membro do Departamento de Relações Internacionais do PS; em outubro de 1976, foi eleito para a Comissão e Secretariado Nacionais do PS, com o pelouro das Relações Internacionais, mantendo-se nessas funções até junho de 1986. Foi cofundador da Fundação José Fontana, que deu origem à atual Fundação Res Publica, da Fundação Azedo Gneco e da Fundação para as Relações Internacionais do PS, que tiveram papel relevante no financiamento do PS.
Foi eleito deputado à Assembleia da República pelo mesmo partido, nas legislaturas iniciadas em 1979, pelo distrito de Leiria; e em 1980, 1983 e 1985. Pertenceu a várias comissões da Assembleia da República, assumindo a presidência da comissão parlamentar de Integração Europeia e a copresidência da comissão Assembleia da República/Parlamento Europeu, e grupos de trabalho da Internacional Socialista. Entre 1985 e 1988, foi presidente da Fundação Luso-Americana e, em 1986, sucedeu a Mário Soares na presidência da Fundação para as Relações Internacionais do PS. Em 1987, foi sócio-fundador da Emaudio - Sociedade de Empreendimentos Audiovisuais, juntamente com João Soares, António de Almeida Santos e Carlos Melancia, entre outros.
Esteve envolvido no Caso do Fax de Macau, após ter sido contactado, em março de 1988, por António Strecht Monteiro, filho de um fundador do PS com boas relações com o presidente da República, Mário Soares, tendo sido colocado por António Strecht Monteiro em contacto com a Weidleplan, que pretendia vencer o concurso para a consultoria da obra de construção do aeroporto de Macau. Uma vez que Rui Mateus havia sido sócio de Carlos Melancia na Emaudio, a Weidleplan chegou ao contacto com Carlos Melancia através de Rui Mateus. Na sequência do encontro, a Weidleplan terá transferido 50 000 contos (250 000 euros) para Carlos Melancia, como tentativa de obter a garantia da vitória do concurso para a consultoria da obra de construção do aeroporto de Macau, o que não aconteceu, pois a vencedora foi a empresa Aeroportos de Paris. Em fevereiro de 1990, o jornal O Independente revela a existência de um fax da Weidleplan - dando nome ao caso do Fax de Macau - dirigido a Carlos Melancia, exigindo a devolução dos 50 000 contos, ficando assim do conhecimento público o pagamento da Weidleplan a Carlos Melancia, na sequência do qual foi aberto um inquérito pelo Ministério Público. Rui Mateus e os outros dois sócios da Emaudio - João Tito de Morais e Menano do Amaral - acabam por assumir o recebimento do montante de 50 000 contos (250 000 euros) como "pagamento de serviços prestados". Rui Mateus e os dois sócios da Emaudio, João Tito de Morais e Menano do Amaral, foram condenados, enquanto Carlos Melancia foi absolvido do crime de corrupção passiva. Na sequência do caso, Rui Mateus abandonou a vida política.

### Autoria do livroContos proibidos
O seu polémico livro "Contos Proibidos", posto à venda a 27 de Janeiro de 1996, e que desmistificava a imagem de herói nacional que era atribuída a Mário Soares, foi o único livro da história da literatura portuguesa que, curiosamente, esgotou no dia do lançamento. O livro proibido que revela as «façanhas» de Mário Soares e seus acólitos entre as décadas de 70 e 90 do século passado. Este livro, também curiosamente, nunca foi reeditado, embora circule na Internet. Muito se falou de corrupção e tráfico de influências na altura - como muito se fala agora, quase duas décadas depois. Atualmente nada se sabe concretamente sobre o paradeiro ou atividade profissional de Rui Mateus, mas a "censura" ao seu livro demonstra o lado menos democrático dos políticos portugueses.
Há quem afirme que Mateus se auto-marginalizou depois da edição, em 1996, do controverso livro "Contos Proibidos - Memórias de um PS Desconhecido", que, tal como o próprio título sugere, desfere incisivas críticas e acusações ao partido e a muitos dos seus dirigentes, a começar por Mário Soares. Apesar de ter deixado de exercer quaisquer responsabilidade no interior do PS no congresso de 1986, no qual Vítor Constâncio foi eleito secretário-geral, Rui Mateus acabaria por, dez anos mais tarde, cravar, a frio, um punhal no corpo socialista com a publicação de "Contos Proibidos". Muitos não lhe perdoaram.
Ao que parece, existe um acordo tácito para "apagar" Rui Mateus de qualquer evento comemorativo. Alguns dos participantes do congresso fundador de Bad Münstereifel (1973), no qual a Ação Socialista Portuguesa deu lugar ao Partido Socialista, chegaram mesmo a ameaçar que nunca mais compareceriam aos convívios dos fundadores se Rui Mateus fosse convidado. Os avisos surtiram efeito e Rui Mateus foi banido, apesar das justificações que alegam a auto-exclusão. Desconhece-se com certeza o paradeiro de Rui Mateus, o autor dos «Contos Proibidos», tendo desaparecido da vida pública quando foi maldito pelos seus antigos correligionários.